# Société publique de développement Vake
Société publique de développement Vake (finnois : Valtion kehitysyhtiö Vake) est une société d'investissement  publique en Finlande.

## Présentation
Vake Oy est une société d'État spécialisée dans la création, la possession, la gestion et le développement d'autres sociétés à responsabilité limitée, ainsi que le transfert ou l'acquisition de leurs actions.
Vake investit dans des sociétés non cotées et appuie le démarrage de nouvelles activités dans des domaines où cela ne se fera pas sans aide. L'accent est mis sur l'intelligence artificielle, les logiciels et les plates-formes, la numérisation et les  modèles d'entreprise, et son objectif est l'émergence d'écosystèmes, de savoir-faire et de sociétés d'ancrage qui sont importantes pour l'économie.

## Actions
Parmi les actions possédées par Vake:
| Société            | %      |
| ------------------ | ------ |
| Neste Oyj          | 8,3 %  |
| Posti Group Oyj    | 49,9 % |
| Altia Oyj          | 36,2 % |
| Vapo Oy            | 16,7 % |
| Nordic Morning Oyj | 100 %  |
| Kemijoki Oy        | 50.1 % |
| Arctia Oy          | 49.9 % |

## Histoire
Le Premier ministre Juha Sipilä voulait résoudre les problèmes économiques de la Finlande en vendant des actifs appartenant à l'État et en utilisant le produit des ventes à des projets qui génèrent de la richesse pour la Finlande dans son ensemble, comme des activités commerciales jugées importantes pour la restructuration économique et le développement global de la société. 
La société publique Vake Oy est créée en décembre 2016 pour participer au développement de ce projet,.